# Powers (Michigan)
Powers ist eine Gemeinde (mit dem Status „Village“) im Menominee County im US-amerikanischen Bundesstaat Michigan. Das U.S. Census Bureau hat bei der Volkszählung 2020 eine Einwohnerzahl von 381 ermittelt.

## Geografie
Powers liegt auf der Oberen Halbinsel Michigans am Südufer des Cedar River, einem Zufluss der Green Bay des Michigansees. Die vom Menominee River gebildete Grenze zu Wisconsin verläuft 25 km westlich von Powers.
Die geografischen Koordinaten von Powers sind 45°41′24″ nördlicher Breite und 87°31′33″ westlicher Länge. Das Gemeindegebiet erstreckt sich über eine Fläche von 2,56 km².
Nachbarorte von Powers sind Carney (12,4 km südsüdwestlich) und Hermansville (8,2 km westnordwestlich).
Die nächstgelegenen größeren Städte sind Iron Mountain (48,3 km westnordwestlich), Marquette (142 km nördlich), Sault Ste. Marie und die gleichnamige Nachbarstadt in der kanadischen Provinz Ontario (314 km ostnordöstlich), Green Bay in Wisconsin (156 km südsüdwestlich) sowie Wausau in Wisconsin (254 km westsüdwestlich).

## Verkehr
Im Nordosten des Gemeindegebiets von Powers treffen die U.S. Highways 2 und 41 zusammen. Alle weiteren Straßen sind untergeordnete Landstraßen, teils unbefestigte Fahrwege sowie innerörtliche Verbindungsstraßen.
In Powers treffen zwei Eisenbahnstrecken für den Frachtverkehr der Canadian National Railway zusammen.

Mit dem Menominee-Marinette Twin County Airport befindet sich 65,9 km südlich ein kleiner Flugplatz. Die nächsten Verkehrsflughäfen sind der Austin Straubel International Airport in Green Bay (161 km südsüdwestlich) und der Sawyer International Airport bei Marquette in Michigan (125 km nördlich).

## Bevölkerung
Nach der Volkszählung im Jahr 2010 lebten in Powers 422 Menschen in 135 Haushalten. Die Bevölkerungsdichte betrug 164,8 Einwohner pro Quadratkilometer. In den 135 Haushalten lebten statistisch je 1,94 Personen.
Ethnisch betrachtet setzte sich die Bevölkerung zusammen aus 98,3 Prozent Weißen, 0,9 Prozent amerikanischen Ureinwohnern, 0,2 Prozent (eine Person) Asiaten sowie 0,5 Prozent aus anderen ethnischen Gruppen. Unabhängig von der ethnischen Zugehörigkeit waren 0,9 Prozent der Bevölkerung spanischer oder lateinamerikanischer Abstammung.
21,4 Prozent der Bevölkerung waren unter 18 Jahre alt, 28,4 Prozent waren zwischen 18 und 64 und 50,2 Prozent waren 65 Jahre oder älter. 58,5 Prozent der Bevölkerung waren weiblich.
Das mittlere jährliche Einkommen eines Haushalts lag bei 23.583 USD. Das Pro-Kopf-Einkommen betrug 16.571 USD. 23,5 Prozent der Einwohner lebten unterhalb der Armutsgrenze.